# Гернсийский фунт
Гернсийский фунт (англ. Guernsey pound) — валюта Гернси. Поскольку с 1921 года остров находится в валютном союзе с Великобританией, фунт Гернси не является самостоятельной валютой и привязан к фунту стерлингов в соотношении 1:1, и на острове принимаются деньги Великобритании.
Деньги Гернси являются законным платёжным средством только на территории Гернси. На территории Англии, Уэльса, Шотландии и Северной Ирландии, не имея статуса законного платёжного средства, банкноты Гернси считаются «приемлемым платёжным средством» и могут быть приняты в платежи.

## История

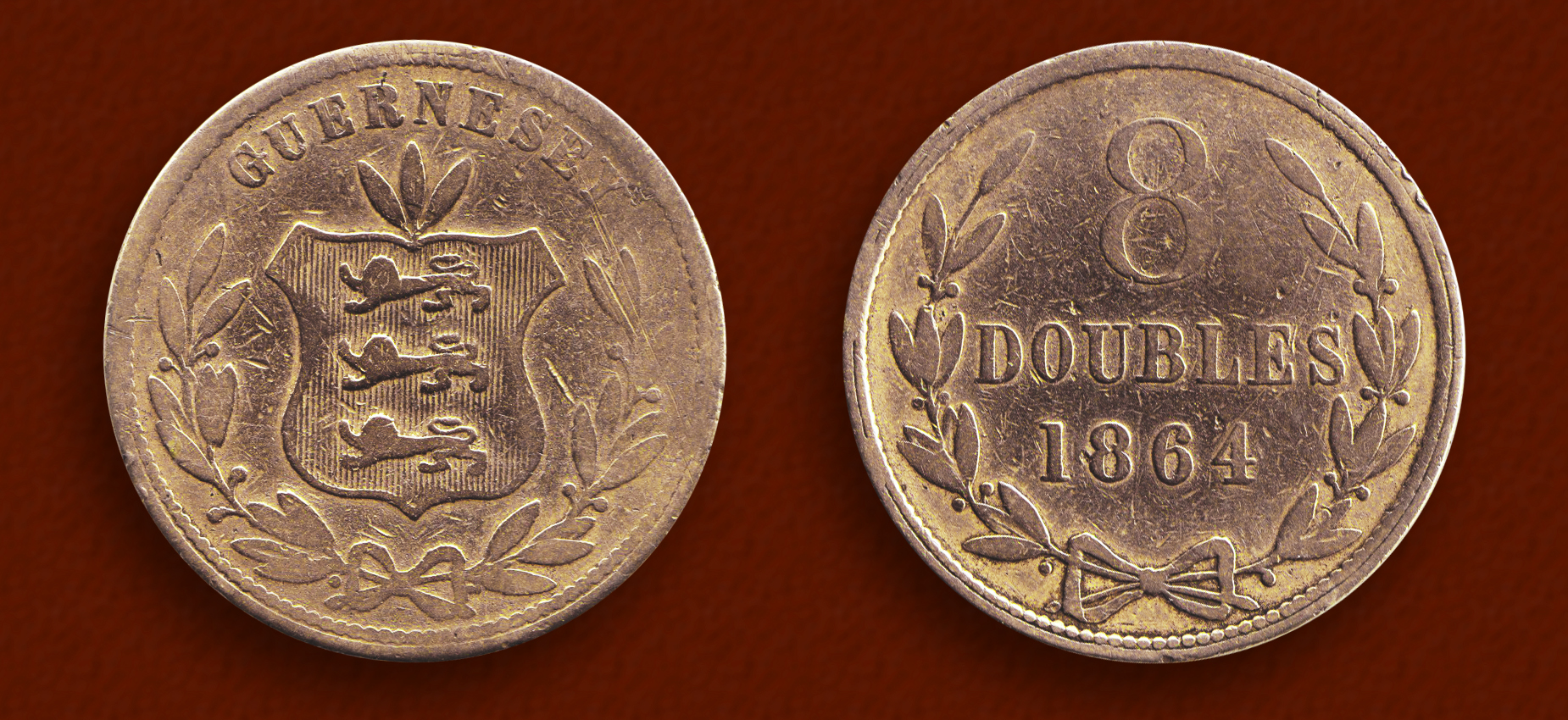

До 1834 года Гернси использовал в качестве валюты французский ливр, а затем до 1921 года принимались к оплате французские франки. Однако уже в 1827 году начался выпуск собственных банкнот в фунтах, а с 1830 года монет в дублях, где 80 дублей составляли 1 франк. С 1848 по 1850 на острове существовало постановление о приёме фунтов к оплате, восстановлено касательно монет в 1870 году (12,5 пенсов Гернси стали составлять 1 шиллинг), и касательно банкнот 1914 года были напечатаны новые собственные банкноты, номиналами которых служили шиллинги и франки. В 1921 году Гернси полностью перешёл на фунты, привязав свой фунт к британскому как 1:1, а в 1971 году была введена десятичная система.

## Режим валютного курса
Курс гернсийского фунта привязан к фунту стерлингов в соотношении 1:1.